# NGC 490
NGC 490 é uma galáxia espiral (S) localizada na direcção da constelação de Pisces. Possui uma declinação de +05° 22' 04" e uma ascensão recta de 1 horas, 22 minutos e 02,8 segundos.
A galáxia NGC 490 foi descoberta em 6 de Dezembro de 1850 por William Parsons.